# Podenco d'Ibiza
Pour les articles homonymes, voir Chien de garenne.
Le podenco d'Ibiza aussi appelé chien de garenne des Baléares est une race de chien originaire des Baléares. La Fédération cynologique internationale l'a répertorié dans le groupe 5, section 7, standard no 89.

## Dénomination
Il est connu dans les Baléares sous le nom de « Ca Eivissenc ». La race est également appelée Mallorquí, Xarnelo, Majorquais, Charnegue, Charnegui et chien des Baléares selon les régions.

## Historique
Chien originaire des îles de Majorque, Ibiza, Minorque et Formentera, le podenco d'Ibiza, comme d'autres races de mêmes morphologies serait représenté sur les tombes de pharaons et sur des pièces de musées. Le podenco d'Ibiza serait le descendant direct du Tesem, lévrier d'Ancienne Égypte aujourd'hui disparu.
Les Phéniciens, les Carthaginois et peut-être les Romains l'auraient fait voyager par les voies de commerce maritimes, et importé sur l'île d'Ibiza. À cette époque ce chien était considéré comme particulièrement précieux et faisait souvent office de cadeau auprès des gens très respectés[réf. nécessaire]. Le milieu fermé de l'île a sans aucun doute permis de conserver ce chien proche de son apparence originelle.
Elle est assez abondante en Catalogne, à Valence, en Roussillon et en Provence. Aujourd'hui cette race doit retrouver ses lettres de noblesse, car son cheptel se fait rare. Le grand public ne le connait que très peu, pourtant des éleveurs se battent pour empêcher l'extinction de la race, ce qui serait une grande perte pour la cynophilie moderne.

## Standard

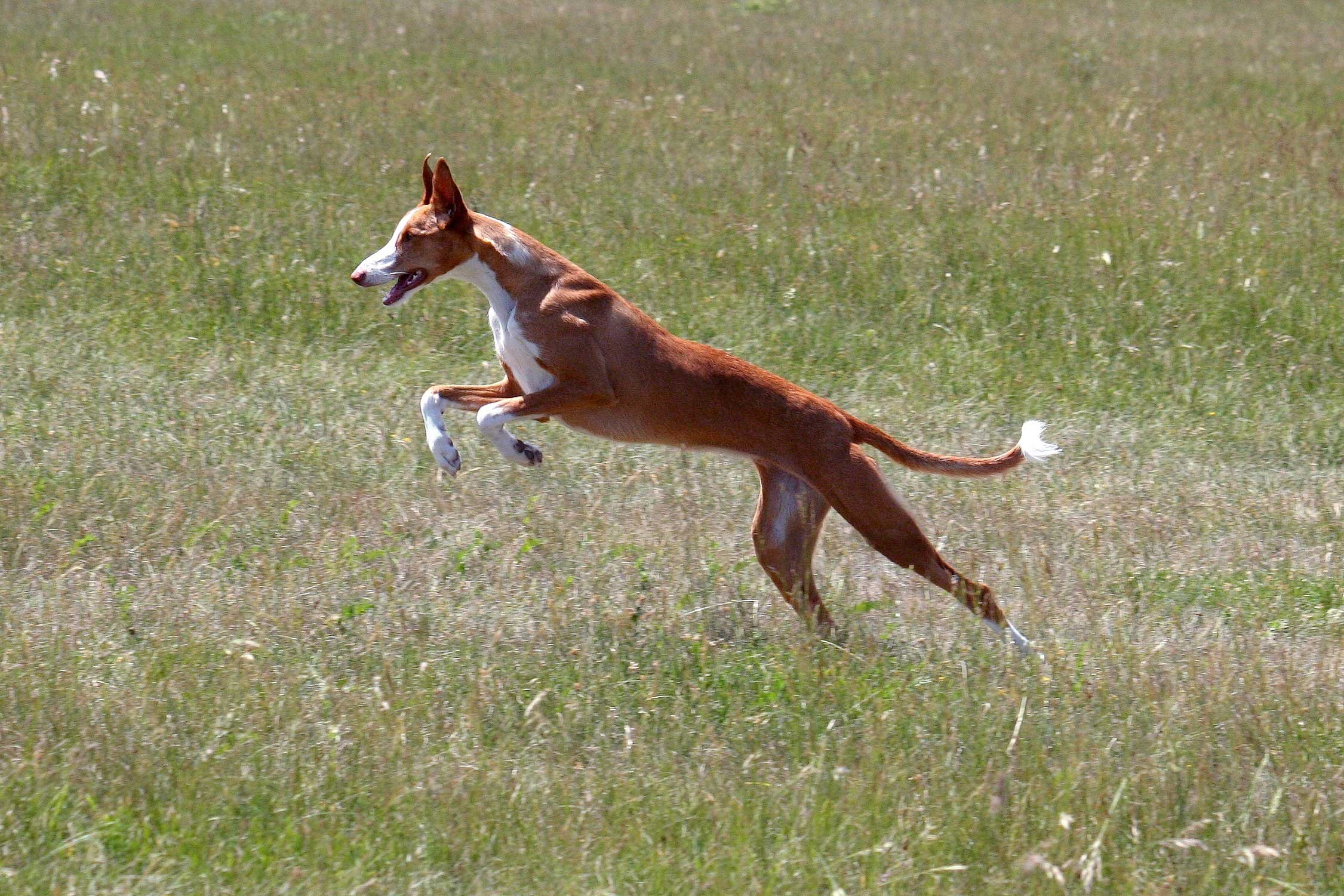
Femelle Podenco Ibicenco en pleine course.

Le podenco d'Ibiza est un chien de type lévrier bien qu'il soit classé dans le groupe 5 des chiens dits primitifs. Le corps est médioligne, légèrement plus long que haut, tout en finesse. La longue queue est attachée bas. Au repos, elle tombe naturellement tandis qu'en action, elle est en forme de faucille sans être dressée ou au contraire enroulée sur le dos. Les oreilles bien droites et de longueur moyenne sont en forme de losange allongé coupé au tiers de sa grande diagonale. Les yeux sont obliques, petits, de couleur ambre plus ou moins intense en accord avec la couleur de la robe.
Le poil est lisse, dur ou long. Le poil lisse est résistant et brillant, mais non soyeux. Le poil dur doit être rêche, bien fourni, la barbe est très recherchée. Le poil long est plus doux, d'au moins cinq centimètres de long, très abondant sur la tête. Les couleurs de la robe sont le blanc et rouge, l'unicolore blanc ou rouge. La couleur fauve pourra être admise pour autant qu’il s’agisse d’un sujet extraordinaire.

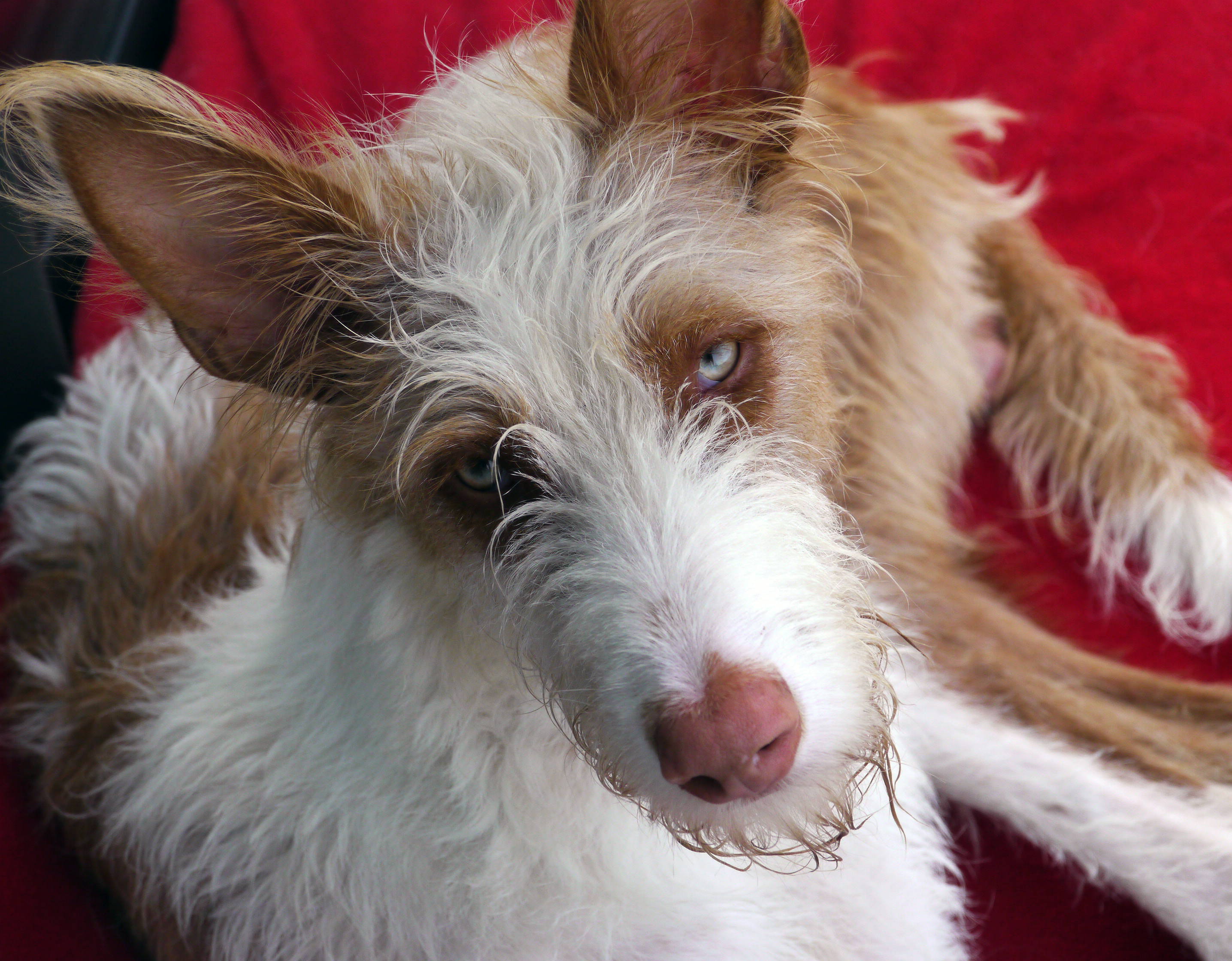
Mâle à poils durs de 10 mois.

Il ne faut pas le confondre avec le Chien de garenne des Canaries (podenco canario), race plus petite et plus nerveuse, ainsi qu'avec le podengo portugais qui est une race comportant trois tailles différentes.

## Caractère

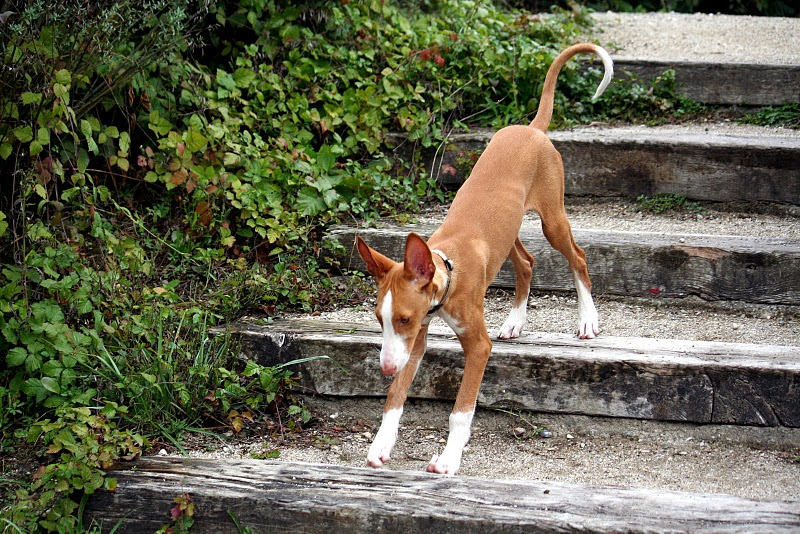
Chiot podenco d'Ibiza de 4 mois.

Le podenco d'Ibiza est très affectueux et très fidèle envers son maitre, tendre et particulièrement doux avec les enfants. Le podenco d'Ibiza est un chien également très apprécié pour sa beauté et sa compagnie délicate[réf. nécessaire].
Actif, sportif, très vivant, sensible et intelligent, il a besoin d'exercice quotidien avec son propriétaire avec qui il développera une forte complicité. Il est capable de sauter à une hauteur incroyable, particularité recherchée pour la chasse en terrain rocailleux. Néanmoins c'est un chien qui apprécie aussi grandement les canapés et le confort d'une maison[réf. nécessaire]. 
En tant que chien primitif, proche de ses origines naturelles, le podenco d'Ibiza bénéficie d'un excellent langage canin et communique très bien avec ses congénères. Peu bagarreur, il préfère s'éloigner plutôt que d'entrer dans une altercation[réf. nécessaire].
Le podenco d'Ibiza apprend vite et son éducation est simple. Il suffit de poser les bonnes règles dès le départ. Il peut être mis dans les mains de toutes sortes de maîtres, y compris en tant que premier chien, du moment que son propriétaire travaille son chien à la voix sans rapport de force physique. Le podenco d'Ibiza n’entend rien à la violence et fuira rapidement quiconque le malmènera[réf. nécessaire].

## Soins
Le podenco d'Ibiza s'adapte à la vie en appartement à condition de lui accorder de longues promenades (une heure deux fois par jour). La quantité et la qualité de l'alimentation doivent être surveillées, la race étant prédisposée au surpoids.

## Utilité
Le podenco d'Ibiza est un chien de chasse utilisé pour la chasse au lapin sans fusil, de jour comme de nuit et en meute. Il est adapté aux terrains les plus abrupts et rocailleux, débusquant ainsi le gibier dans les endroits les plus difficiles. Il possède la particularité de taper du pied sur le sol pour faire fuir le gibier et le débusquer. Le podenco d'Ibiza excelle dans de nombreux sports, comme la poursuite à vue sur leurre (qui est une épreuve officielle pour la race), mais aussi le canicross ou l'agility.